# Fieseler Fi 333
Il Fieseler Fi 333 era un bimotore da trasporto militare ad ala bassa progettato dall'azienda tedesca Gerhard-Fieseler-Werke GmbH nei tardi anni trenta e rimasto allo stadio progettuale.
Caratterizzato da un'insolita e futuristica collocazione dei carichi, appesi sotto la fusoliera sia a vista che inseriti in moduli intercambiabili, venne considerato troppo innovativo dal Reichsluftfahrtministerium (RLM) ed il progetto venne annullato.

## Storia del progetto

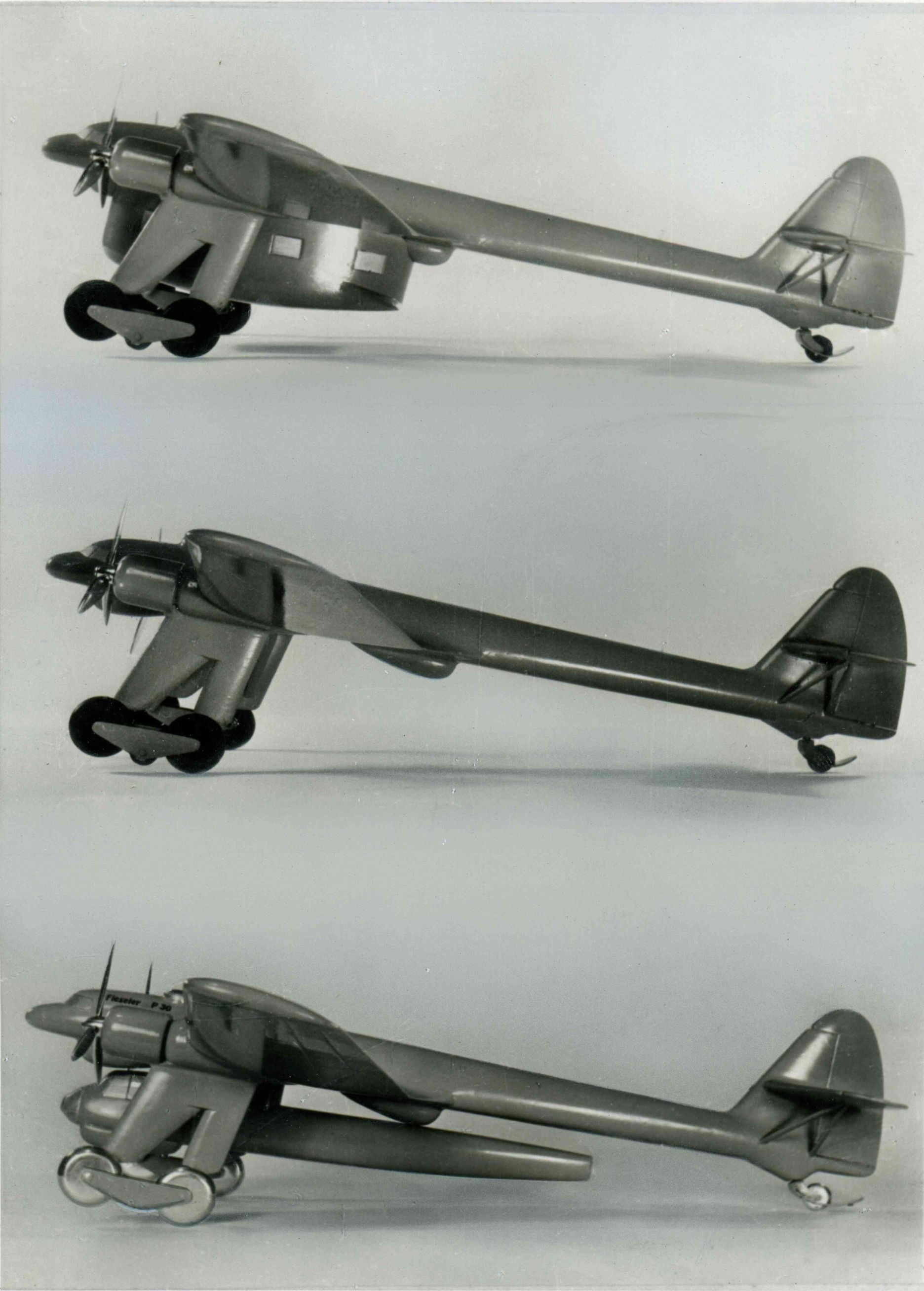
Un modello del Fieseler Fi 333 mostra tre possibili configurazioni previste. In alto: l'aereo trasporta un pod di carico; al centro: l'aereo senza alcun carico addizionale; in basso: l'aereo mentre trasporta la fusoliera di un altro velivolo.

## Utilizzatori
Germania
- Luftwaffe

solo previsto, del modello non venne mai prodotto nemmeno un prototipo.